# 大木繁
大木 繁（おおき しげる、1888年（明治21年）11月29日 - 1947年（昭和22年）4月9日）は、日本の陸軍軍人。最終階級は陸軍中将。旧姓・宮川。

## 経歴
福井県出身。陸軍少佐・宮川源七の息子として生まれ、大木家の養子となる。高等小学校、広島陸軍地方幼年学校、中央幼年学校を経て、1910年（明治43年）5月、陸軍士官学校（22期）を卒業。同年12月、陸軍歩兵少尉に任官し歩兵第36連隊付となる。
1913年（大正2年）12月、歩兵中尉に昇進。1917年（大正6年）6月、兵科を憲兵科に転じ憲兵中尉に任官し熊本憲兵隊分隊長となった。1918年（大正7年）6月、憲兵練習所を卒業し朝鮮憲兵隊分隊長に就任。1920年（大正9年）8月、憲兵大尉に進む。1925年（大正14年）8月、京城憲兵分隊長に就任し、広島憲兵分隊長を経て、1927年（昭和2年）7月、憲兵少佐に進級し東京憲兵隊付となる。1931年（昭和6年）3月、麹町憲兵分隊長に転じ、朝鮮憲兵隊司令部員を務め、1932年（昭和7年）8月、憲兵中佐に昇進。1933年（昭和8年）5月、大邱憲兵隊長に就任。1935年（昭和10年）8月、台湾憲兵隊長に転じ、1936年（昭和11年）12月、憲兵大佐に進む。
1937年（昭和12年）3月、関東憲兵隊長に転じ新京に赴任。同年12月、中支那派遣憲兵隊長に就任し、1938年（昭和13年）12月、大阪憲兵隊長に転じて帰国。1940年（昭和15年）3月、陸軍少将に進んだ。1941年（昭和16年）3月、中支那派遣憲兵隊司令官を経て、1943年（昭和18年）8月、陸軍中将に進級し憲兵司令官に就任。1944年（昭和19年）10月、関東憲兵隊司令官に転じて終戦を迎えた。その後、シベリア抑留となり、1947年4月に戦病死した。

## 栄典
- 1911年（明治44年）3月10日 - 正八位[5]
- 1914年（大正3年）2月10日 - 従七位[6]
- 1919年（大正8年）3月20日 - 正七位[7]
- 1924年（大正13年）5月15日 - 従六位[8]